# Горновка (Алтайский край)
Го́рновка — посёлок в составе Ивановского сельсовета Курьинского района Алтайского края Российской Федерации. Численность населения — 0,168 (2014), 191 чел. (2011). 

## История
Дата основания Горновки точно не установлена, так как в разных источниках указаны разные даты возникновения посёлка. Ю. С. Булыгин в «Списке населенных пунктов Алтайского края» опирается на упоминание селения в документальных источниках и приводит дату основания посёлка Горновка (п. Горновский на реке Горновка) — 1924 год.
В «Списке населенных мест Сибирского края» стоит другая дата образования села — 1922 год.
В 1926 году в посёлке Горновка (Михайловский сельский совет, Рубцовский округ) стоял 41 дом, проживали 267 жителей, преимущественно в землянках.
В книге очерков по истории и культуре Курьинского района указана ещё одна дата образования посёлка – 1932 год.
Происхождение названия села также имеет 2 версии. Исследователь ойконимии Алтайского края Л. М. Дмитриева приводит возможные варианты названия села, один из которых, по мнению филолога, основывается на гидрониме (по названию реки Горновка), а второй связан с перенесением наименования с европейской территории (большинство переселенцев жили в одноимённом селе).

## География
Посёлок находится на реке Миловановка, правой составляющей реки Таловка.
Уличная сеть
В селе 4 улицы: Набережная, Солнечная поляна, Центральная и 1 переулок — Целинный.

## Климат
В Горновке преобладает умеренно-холодный климат со значительным количеством осадков. Даже в засушливый месяц бывает достаточно дождей. Средняя годовая температура составляет 2,5 °C, выпадает около 558 мм осадков. В целом климатические особенности благоприятны для ведения сельскохозяйственного производства, что позволяет выращивать зерновые и кормовые культуры.

## Население
| 1997 | 1998 | 1999 | 2000 | 2001 | 2002 | 2003 |
| ---- | ---- | ---- | ---- | ---- | ---- | ---- |
| 291  | ↗296 | ↗320 | ↘307 | ↘302 | ↘268 | ↘254 |
| 2004 | 2005 | 2006 | 2007 | 2008 | 2009 | 2010 |
| ↘241 | ↘222 | ↘211 | ↘205 | ↘195 | ↘192 | ↘191 |
| 2011 | 2012 | 2013 |      |      |      |      |
| →191 | ↘178 | ↘168 |      |      |      |      |

## Экономика и инфраструктура
В советское время в посёлке успешно работал «Госплемсовхоз имени 50-летия СССР» (он также располагался и на территории Ивановки, которая находится в 4 км от села). В совхозе разводили тонкорунных овец, стадо насчитывало более 20 с лишним тысяч голов. В 1990-х годах хозяйство пришло в упадок, совхоз закрыли.
Работают сельхозпредприятия ООО «Золотая нива», ООО «Золотая Колывань» — переработка и выращивание зерновых. ООО «Имени Путина В. В.» успешно работало, держало около 300 лошадей, более 1500 овец, 300 коров. В 2014 году общество так и не смогло вернуть кредиты, поэтому прекратило работу. 
В посёлке действует филиал районной библиотеки, ФАП, почтовое отделение.